# Dávid Kulcsár
Dávid Kulcsár (Miskolc, 25 febbraio 1988) è un calciatore ungherese, difensore o centrocampista del Csákvári.